# Cratere Burroughs
Burroughs  è un cratere sulla superficie di Marte.